# Ramón Giraldo de Arquellada
Ramón Giraldo de Arquellada (Villanueva de los Infantes (Ciudad Real), 1767 - 2 de abril de 1849), político y jurista español.

## Biografía
Nació en 1767, no en 1774 como se suele indicar. Estudió leyes y en 1798 ya era substituto en el Real Consejo de Órdenes; en 1804, fiscal del Consejo Real de Navarra (Pamplona). Lo eligieron diputado por La Mancha para las Cortes de Cádiz (16-VIII-1810) en plena Guerra de la Independencia en las Reales Fábricas de Bronce y Latón de San Juan de Riópar (Albacete). Estuvo en la comisión de Poderes y la de Causas atrasadas y formó parte del Tribunal de Hacienda, pero más importante fue que lo nombraran además Presidente de las Cortes.
Terminada la guerra, fue oidor en la Audiencia de Valencia entre 1815 y 1820, suspendido entre 1816 y 1817; tras la revolución de Rafael del Riego y restablecida la Constitución de Cádiz, volvió a ser diputado a Cortes por La Mancha entre 1820 y 1822 y además fue miembro del Tribunal de las Cortes y de su Diputación Permanente en 1821 (año en que también ocasionalmente presidió las Cortes) y magistrado del Tribunal Supremo de Justicia entre 1821 y 1823; según Alberto Gil Novales, pertenecía a la Sociedad del Anillo.
Casó con Felipa Castellanos, bastante más joven que él, y acaso descendiente de hermanos de Santo Tomás de Villanueva. Como decano del Tribunal Supremo obtuvo la Gran Cruz de Carlos III (22 de febrero de 1841). 
En 1834 era Subdelegado de Fomento del Reino en Albacete. En 1841, ministro del Tribunal Supremo de Justicia y miembro de la Junta Suprema de Apelaciones de Correos y Caminos; desde 1838 ministro decano de la Sala de Indias del Tribunal Supremo; en 1844 ya estaba jubilado y en 1845 dimitió del cargo de senador que quiso conferirle el gobierno. Cuando murió "octogenario" el 2 de abril pertenecía al Partido Progresista. El anónimo autor de las Condiciones y semblanzas de los diputados, seguramente Gregorio González Azaola, escribió sobre este discreto juez que era "complaciente y decidor muy a propósito para atraerse a las gentes y ganar corazones".

## Obras
- Extracto formado por D. Ramón Giraldo secretario segundo de Gobierno de la Asociación de cárceles de Madrid, actual fiscal del Consejo Real de Navarra leído en Junta General de 30 de junio de 1802, s.n., 1802
- Discurso, que al abrirse la audiencia territorial de esta provincia, el 3 de enero de 1814 dixo el magistrado más antiguo de ella D. Ramón Giraldo de Arquellada, Valencia: Imprenta de D. Benito Monfort, 1814.
- Discurso pronunciado en el Supremo Tribunal de Justicia el 2 de enero de 1837, Madrid: s.n., 1837.